# Raúl Cárdenas Zambrano
Raúl Andrea Cárdenas Zambrano (Guayaquil, 13 ottobre 1982) è un ex cestista, allenatore di pallacanestro e dirigente sportivo ecuadoriano.
Conosciuto per la sua carriera internazionale, ha ricoperto ruoli significativi sia come giocatore che come allenatore, con un impatto duraturo sul basket in Ecuador e in Italia. Oltre alla sua carriera sportiva, è anche un imprenditore nel settore della formazione e dello sviluppo giovanile, con progetti che mirano a promuovere il basket a livello globale.

## Biografia
Raúl Cárdenas è nato e cresciuto a Guayaquil, la seconda città più grande dell’Ecuador. Fin da giovane, ha sviluppato una grande passione per il basket, iniziando a giocare all’età di 9 anni. La sua determinazione e il suo talento lo hanno portato a emergere come uno dei più promettenti giovani giocatori del paese. La sua abilità tecnica e il suo spirito competitivo lo hanno fatto notare anche a livello internazionale, portandolo a ottenere una borsa di studio per studiare e giocare negli Stati Uniti.

## Carriera come giocatore

### Carriera universitaria
Raúl Cárdenas ha iniziato la sua carriera cestistica a livello universitario negli Stati Uniti, dove ha studiato e giocato per due anni al Santa Fe College in Florida. La sua preparazione atletica e la sua eccellente condizione fisica lo hanno aiutato a integrarsi rapidamente nel sistema universitario americano. Successivamente, ha continuato la sua carriera con la Faulkner University ( Alabama ) dove ha migliorato ulteriormente le sue doti come guardia e playmaker. La sua esperienza negli Stati Uniti ha consolidato la sua visione di gioco e lo ha reso un giocatore più versatile, preparandolo per la carriera professionistica.

### Carriera Professionistica
Dopo aver completato il percorso universitario, Cárdenas ha intrapreso la carriera professionistica in Europa, dove ha giocato in diverse leghe e paesi. La sua carriera lo ha visto protagonista in Germania, Italia e Francia. In Germania, ha giocato per i Crailsheim Merlins, una squadra della Serie A tedesca, dove ha dimostrato il suo talento e la sua capacità di adattarsi a diversi stili di gioco.
In Italia, ha ricoperto ruoli importanti in diverse squadre, tra cui il Montegranaro (Serie A) e San Benedetto del Tronto (Serie C). Cárdenas ha giocato principalmente come guardia e ala piccola, ma la sua capacità di adattarsi a più ruoli lo ha reso un giocatore fondamentale in ogni squadra in cui ha militato. Durante il suo periodo in Italia, è stato un pilastro offensivo, con una media di 23 punti a partita nella sua stagione con l’Adrilog Bastia, squadra di Umbria, confermando la sua abilità nel segnare e nel coinvolgere i compagni di squadra. La sua esperienza in Italia lo ha reso uno degli stranieri più apprezzati nella lega.
Carriera Internazionale
A livello internazionale, Raúl Cárdenas ha avuto una carriera di grande rilievo con la nazionale di basket dell’Ecuador. Ha ricoperto il ruolo di capitano della squadra e ha partecipato a numerosi tornei internazionali, inclusi i campionati sudamericani e le qualificazioni per i mondiali. È stato un punto di riferimento per il basket in Ecuador, contribuendo a rendere il paese più competitivo sulla scena internazionale. La sua performance più importante è stata durante il Campionato Sudamericano del 2014, dove l’Ecuador ha battuto il Perù 90-63, con Cárdenas che ha messo a segno 26 punti, 6 rimbalzi e 2 assist. Durante la sua carriera internazionale, ha affrontato squadre di altissimo livello, tra cui squadre di Eurolega e giocatori della NBA, sempre dimostrando grande valore e impegno.

## Carriera come allenatore
Dopo il ritiro dal basket giocato, Cárdenas ha intrapreso una carriera come allenatore, portando con sé l’esperienza accumulata sia in Europa che in America. La sua passione per lo sviluppo dei giovani atleti lo ha portato a concentrarsi principalmente sull’allenamento giovanile, dove ha messo a frutto le sue competenze nel formare giocatori talentuosi. 
Esperienza come Coach
Raúl Cárdenas ha ottenuto la certificazione FIP (Federazione Italiana Pallacanestro) e FIBA (Federazione Internazionale Pallacanestro), specializzandosi nell’allenamento di squadre giovanili. Ha lavorato in diversi campi di basket universitari negli Stati Uniti, collaborando con varie accademie in Florida e in altre regioni, per formare giovani cestisti sia dal punto di vista tecnico che mentale. 
Nel settembre 2022, Cárdenas è stato nominato Development e Personal Skill Coach presso la Virtus Bastia, un club italiano di basket. In questo ruolo, ha contribuito allo sviluppo individuale dei giovani atleti, insegnando loro le basi del gioco e migliorando le loro abilità tecniche. La sua metodologia è nota per la sua attenzione alla crescita individuale e all’approfondimento dei fondamentali. Nel 2023, tuttavia, ha annunciato il suo addio al club, pur rimanendo grato per l’esperienza e le opportunità fornite. 
Progetti e Iniziative
Cárdenas è anche un imprenditore nel campo della formazione cestistica, fondando la Cárdenas Basketball Academy, una scuola che si dedica alla preparazione di giovani giocatori in Ecuador e in Italia. Inoltre, ha creato la Raul Cárdenas Foundation, un’organizzazione no-profit che promuove il basket giovanile e supportati i giovani atleti che desiderano continuare a studiare e giocare all’estero, facilitando loro l’accesso a borse di studio e opportunità internazionali. 
Il metodo “Pounding”
In collaborazione con Nico Stanic, Cárdenas ha sviluppato il metodo Pounding, una metodologia di allenamento innovativa che si concentra sul miglioramento delle abilità individuali e sulla creazione di una solida mentalità competitiva. Il programma ha guadagnato popolarità in Europa e negli Stati Uniti e viene utilizzato in numerosi campi di basket giovanile. 
Nel 2023, è stato nominato responsabile tecnico del Minibasket nella Riviera delle Palme (Italia), dove ha continuato a implementare la metodologia Pounding per formare e sviluppare i giovani talenti del basket.
Per poi interrompere la collaborazione con la Samb Basket, squadra con cui aveva lavorato nel settore giovanile e come giocatore della prima squadra in Serie C, a seguito di una controversia interna, Cárdenas ha deciso di operare in maniera completamente indipendente. Attualmente, allena individualmente e organizza camp di basket senza l’affiliazione a una squadra specifica. Il suo obiettivo è quello di offrire un percorso personalizzato di crescita per ogni atleta, lavorando con giovani talenti in sessioni individuali e camp intensivi.
Questa nuova fase della sua carriera gli permette di concentrarsi pienamente sullo sviluppo tecnico e mentale dei giocatori, mantenendo una maggiore flessibilità nel suo approccio didattico e garantendo un’attenzione più diretta alle esigenze dei suoi atleti.
Attività Recenti
Raúl Cárdenas ha continuato a impegnarsi nel basket giovanile, organizzando campi di ricerca talenti in Ecuador e collaborando con allenatori internazionali di grande esperienza, come Ollie Goulston. Questi campi hanno lo scopo di scoprire nuovi talenti e fornire loro le risorse per proseguire la loro carriera sportiva all’estero.
La dedizione di Cárdenas al basket e al miglioramento dei giovani atleti ha avuto un impatto duraturo sia in Ecuador che in Italia. Grazie al suo approccio tecnico e al suo impegno per lo sviluppo del gioco, ha contribuito a migliorare la qualità del basket a livello internazionale e a costruire una nuova generazione di cestisti. 

## Attività attuali
Raúl Cárdenas è sposato e vive tra l’Ecuador e l’Italia. La sua passione per il basket è sempre stata accompagnata dall’interesse per l’educazione e la formazione. Si considera un mentore per i giovani atleti e un esempio di come il basket possa essere utilizzato come strumento di crescita personale e professionale. 